# بلک هیلز کورپوریشن
بلک هیلز کورپوریشن (انگلیسی: Black Hills Corporation) شرکت انرژی آمریکایی است، که در سال ۱۹۴۱ تأسیس شد.